# Dornier Do X
Die Do X war ein Verkehrsflugschiff, das nach dem Ersten Weltkrieg von den deutschen Dornier-Werken konstruiert und 1929 gebaut wurde. Es wurde von der AG für Dornier-Flugzeuge (Doflug), einer eigens unter Beteiligung des Deutschen Reiches zur Zeit der Weimarer Republik gegründeten Kapitalgesellschaft, finanziert. Zu ihrer Zeit war die Do X das bei weitem größte Flugzeug der Welt. Der Einsatz wurde aufgrund noch vorhandener diverser sicherheitsrelevanter Probleme und wegen noch ungenügender Wirtschaftlichkeit, aber auch wegen mangelnder militärischer Eignung nach der NS-Machtübernahme 1933 eingestellt. Es wurden noch zwei Flugzeuge für den Export nach Italien gebaut. Das geplante Nachfolgebaumuster Dornier Do 20 wurde wegen des Beginns des Zweiten Weltkrieges nicht verwirklicht.

## Geschichte

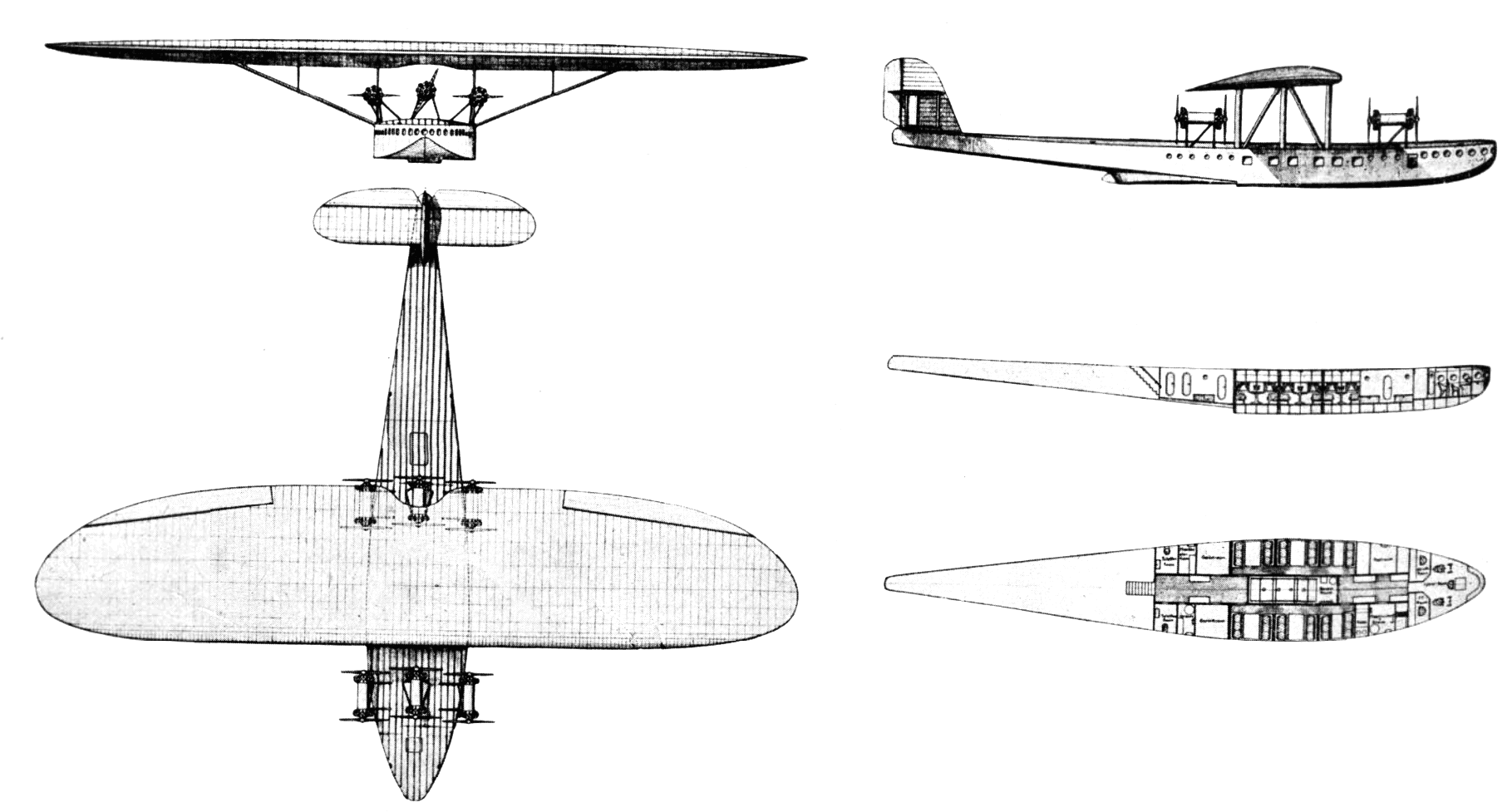
Erste Projektzeichnung vom 27. September 1924

Die ersten Skizzen zu einem als Eindecker ausgelegten Flugboot erstellte Claude Dornier im September 1924, doch erst 1926 waren die Überlegungen so weit gediehen, dass am 22. Dezember die offiziellen Konstruktionsarbeiten für das Projekt P 51 335 beginnen konnten. Diese etwa ein Jahr dauernde Phase wurde von der sogenannten Lohmann-Affäre überschattet, die das Reichswehrministerium als im Hintergrund agierenden Geldgeber enttarnte und dafür sorgte, das dieses sich aus dem Projekt zurückzog. Der Bau der ersten Do X mit der Werknummer 1 begann am 19. Dezember 1927 bei der Doflug im schweizerischen Altenrhein. Die Bauzeit betrug 240.000 Arbeitsstunden bzw. 570 Tage. Für die anstehende Erprobung beorderte Claude Dornier eigens den bei der Dornier-Tochterfirma CMASA in Italien tätigen Ingenieur Heinrich Schulte-Frohlinde nach Deutschland, der die Leitung übernehmen sollte. Zusammen mit dem als Pilot fungierenden Dornier-Chefeinflieger Richard Wagner führte er die Erprobung durch. Sie begann am 12. Juli 1929 in Altenrhein am Bodensee mit dem Stapellauf, dem sich einige Roll- und Startversuche anschlossen. Dabei kam es bei den nach Planung durchgeführten Rollübungen „auf Stufe“ zu einem kurzzeitigen Abheben, was als (inoffizieller) erster Flug der Do X angesehen werden kann. Der eigentliche, offizielle Erstflug des Flugschiffes fand dann am 15. Juli statt.
Um die Skepsis der Fachwelt zu zerstreuen, entschloss sich Claude Dornier zu einem spektakulären Demonstrationsflug: Am 21. Oktober 1929 unternahm die Do X mit zehn Besatzungsmitgliedern und 159 Passagieren (Werksangehörige und deren Familien) einen Rundflug von 53 Minuten Dauer über den Bodensee, obwohl die Maschine noch keine Zulassung für den Passagierflug hatte. Die Zahl der Passagiere stellte einen Rekord dar, der erst 20 Jahre später mit dem Erscheinen der Lockheed Constellation gebrochen wurde (168 Passagiere und 11 Besatzungsmitglieder).
Erst im Oktober 1930 wurde das Flugzeug von der Deutschen Versuchsanstalt für Luftfahrt abgenommen und bekam das Luftfahrzeugkennzeichen D-1929.
Problematisch war auch die Motorenwahl. Das stärkste zu jener Zeit verfügbare Triebwerk aus deutscher Produktion war der Siemens Jupiter VI U, ein Lizenzbau des britischen Bristol Jupiter mit 500 PS (368 kW). Den Anforderungen des Dauerbetriebes in der Do X genügten die Motoren nicht. Die luftgekühlten Triebwerke neigten bei längerer Laufzeit zu Leistungsverlusten. Höhere Dauerdrehzahlen als Ausgleich waren wegen drohender Überhitzung nicht möglich. Das Problem konnte erst durch einen Tausch der Triebwerke gegen US-amerikanische Curtiss-Conqueror-Motoren mit Wasserkühlung und 610 PS (449 kW) Leistung endgültig gelöst werden.

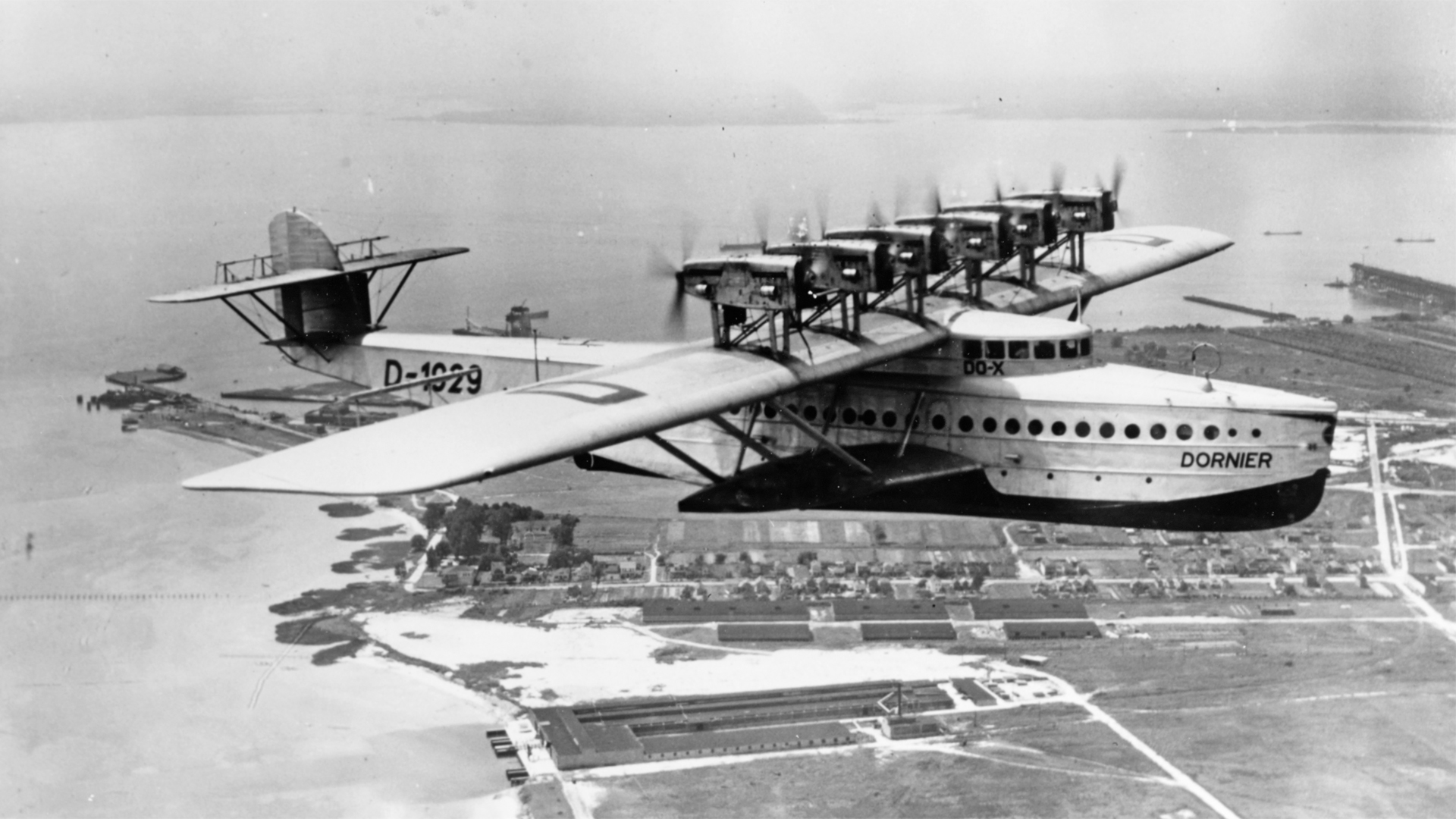
Die Do X während ihrer US-Tournee über New York, 1931

Um die Do X erfolgreich zu vermarkten, entschloss sich Dornier zu einem weltumspannenden Repräsentationsflug, bei dem er der Weltöffentlichkeit den Komfort und die Sicherheit seiner Maschine unter Beweis stellen wollte. Die luxuriöse Innenausstattung des Flugschiffes dokumentieren heute Schwarz-Weiß-Fotos und die farbigen Illustrationen des Marinemalers Claus Bergen. Der Start des Repräsentationsfluges war am 5. November 1930. Als erstes Ziel der Reise wurde Amsterdam ausgewählt, es folgten England, Frankreich und Portugal. Dort gab es durch einen Brand, der gerade noch bekämpft werden konnte, einen zweimonatigen Aufenthalt zur Wiederinstandsetzung. Weiter ging die Reise nach Gran Canaria (31. Januar 1931), entlang der westafrikanischen Küste bis nach Portugiesisch-Guinea, um den Atlantik dort an seiner schmalsten Stelle zu überqueren, dann nach Rio de Janeiro (20. Juni 1931), darauf der südamerikanischen Küste folgend in die Karibik und schließlich am 22. August 1931 bei Miami in die USA. Am 27. August 1931 erreichte das Flugschiff New York City, wo es mit großem Jubel empfangen wurde. Die Besatzung erhielt eine Audienz im Weißen Haus beim Präsidenten Herbert Hoover. Nach der Überwinterung der Maschine auf dem Glenn Curtiss Airfield bis zum April 1932 wurde ihr ein ähnlicher Empfang anschließend am 24. Mai 1932 in Berlin zuteil, wo sie auf dem Müggelsee wasserte und nahe dem Ausflugslokal Rübezahl ankerte.
Zur Besatzung während des USA-Fluges gehörten Navigationsoffizier Wilhelm Niemann als Erster Offizier und erster Flugschiffspostmeister. Er war zuständig für das Hilfspostamt Dornier Do X an Bord des Flugschiffes und die dort bearbeitete DO-X-Post. Der Kommandant der Do X war Friedrich Christiansen. Auf dem fünftägigen Rückflug der Do X von New York nach Berlin ab dem 20. Mai 1932 gehörte die Fliegerin Antonie Straßmann zur Besatzung.
Am 23. Juni 1932 startete man in Stettin zu einem Deutschlandflug. Über eine Million Menschen besichtigten an den unterschiedlichen Stationen die für ihren „zweijährigen Weltflug“ berühmt gewordene Do X. Seinen Abschluss fand der fünfmonatige Deutschlandflug am 2. November 1932 auf dem Zürichsee. Am 14. November 1932 kehrte die Maschine zu ihrer „Geburtsstätte“ in Altenrhein zurück.

## Zwischenfall

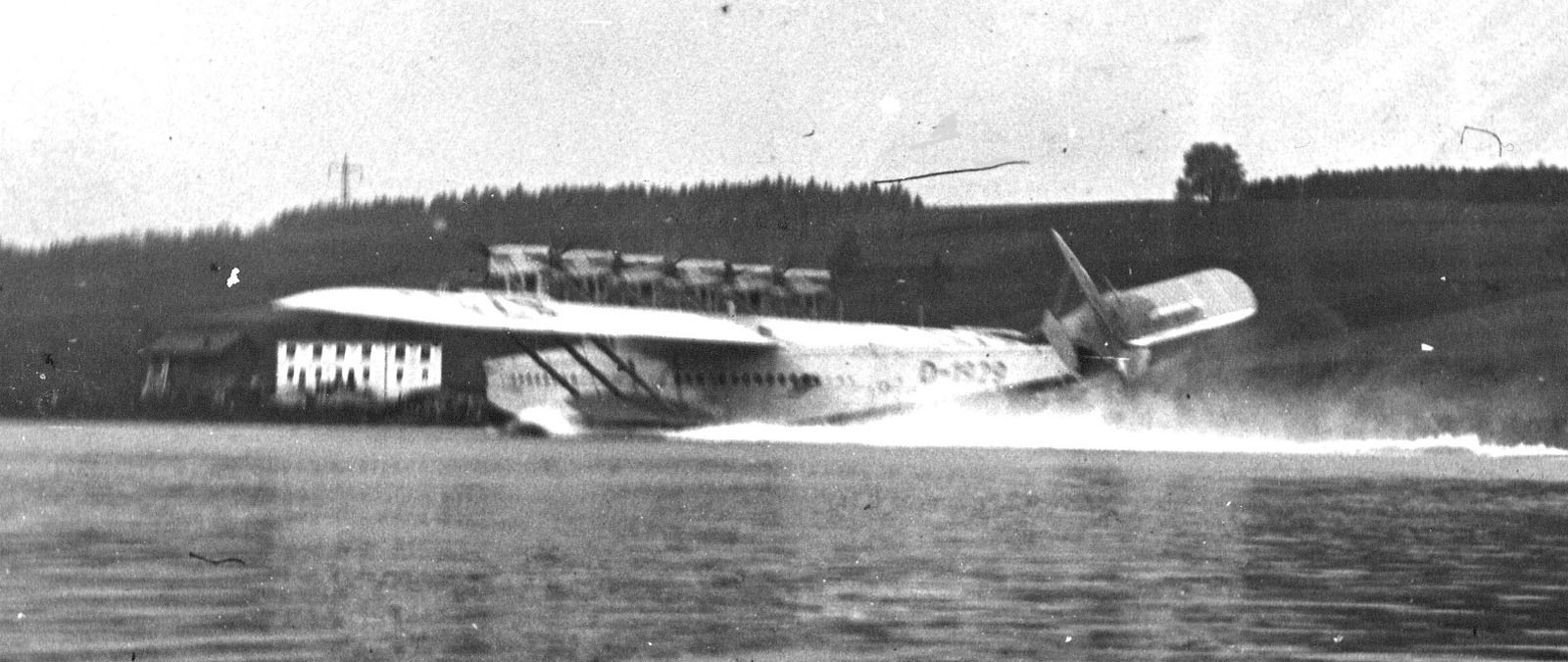
Havarie der Do X bei der Wasserung auf dem Kachlet-Schalding-Stausee 1933

Am 9. Mai 1933 sollte das Flugzeug auf dem Stausee des Passauer Kachletkraftwerks landen, um dort auf einer neuerlichen Rundreise an der Donau entlang in Richtung Türkei einen geplanten Halt einzulegen. Der Flugkapitän Horst Merz setzte jedoch bei der Landung zu steil an, und das Leitwerk brach ab.
Diese Panne wurde zunächst der Öffentlichkeit verschwiegen, ein Zuschauer fertigte aber zufällig Bilder. Obwohl die Schäden dieser Havarie repariert wurden, bedeutete sie für die Do X das Ende ihrer Karriere als Passagierflugschiff. Dies wurde im Oktober 1934 vom Reichsluftfahrtministerium bekannt gegeben.

## DoX2 und X3

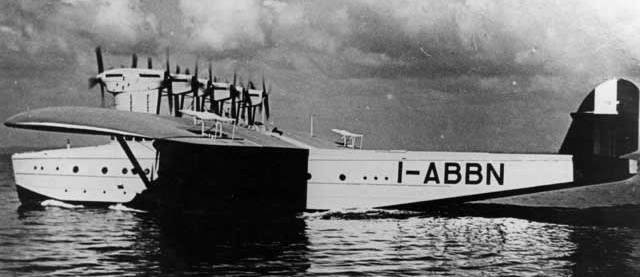
Die Do X3 „Alessandro Guidoni“ (1931–1935) mit Registrierzeichen I-ABBN – eines der beiden nach Italien verkauften Flugschiffe

Das Schicksal der beiden an Italien gelieferten Do X2 „Umberto Maddalena“ und Do X3 „Alessandro Guidoni“ war lange unbekannt. Die beiden Maschinen wurden 1931 für die italienische Società Anonima Navigazione Aerea (SANA) bestellt, wo sie im Mittelmeerverkehr entlang der italienischen Westküste von Genua bis Tripolis eingesetzt werden sollten. Diese geplante Verwendung wurde jedoch nicht umgesetzt. Beide Maschinen erhielten anstelle der Curtiss-Motoren Triebwerke von Fiat mit nur rund 440 kW (600 PS). Nach ihrer Alpenüberquerung wurden sie von den italienischen Streitkräften von der Flugbootbasis in La Spezia-Cadimare aus für Trainingsflüge der Höheren Kriegsschule eingesetzt. Getestet wurde ein Einsatz als Bomber, für diesen Zweck erhielten sie einen verglasten Heckstand. Das Militär veranstaltete einige Italien-Rundflüge, um die Akzeptanz der relativ hohen und umstrittenen Ausgaben für die beiden Maschinen in der Bevölkerung zu erhöhen. Die Do X2 wurde nach einer dritten Havarie 1935 außer Dienst gestellt. Beide Flugzeuge wurden (obwohl die X3 nie einen Schaden erlitt) 1937 verschrottet, wohl wegen technisch und ökonomisch unvertretbaren Aufwands.

## Verbleib
Die Do X (D-1929) wurde 1933 in Travemünde demontiert, nach Berlin verschifft und dort schließlich in der Deutschen Luftfahrtsammlung Berlin auf dem ULAP-Gelände am Lehrter Bahnhof, einem Vorläufer des Deutschen Technikmuseums Berlin, ausgestellt. Bei einem Bombenangriff im November 1943 wurde sie im Zweiten Weltkrieg beschädigt, unmittelbar nach dem Krieg dann durch Metallhändler und Sammler weitgehend zerstört. Heute sind im Deutschen Technikmuseum Berlin nur noch einige wenige Metallstücke zu sehen.
Ein Holzpropeller kann im Friesenmuseum auf der Insel Föhr besichtigt werden. Der Kommandant Friedrich Christiansen stammte von der Insel und die Do X machte vor ihrem Amerika-Flug 1931 hier Station.
Das 1933 in Passau abgebrochene Leitwerk kann im Dornier-Museum in Friedrichshafen besichtigt werden.
Auf dem schweizerischen Flugplatz Altenrhein, wo die Do X gebaut wurde, ist ein flugfähiges, originalgetreues Modell im Maßstab 1:8 mit sechs Metern Spannweite im dortigen Fliegermuseum zu sehen. Es wurde für die International Bodensee Airshow 1998 (IBAS ’98) durch die lokalen Modellflugvereine erbaut und vorgeführt.

## Konstruktion

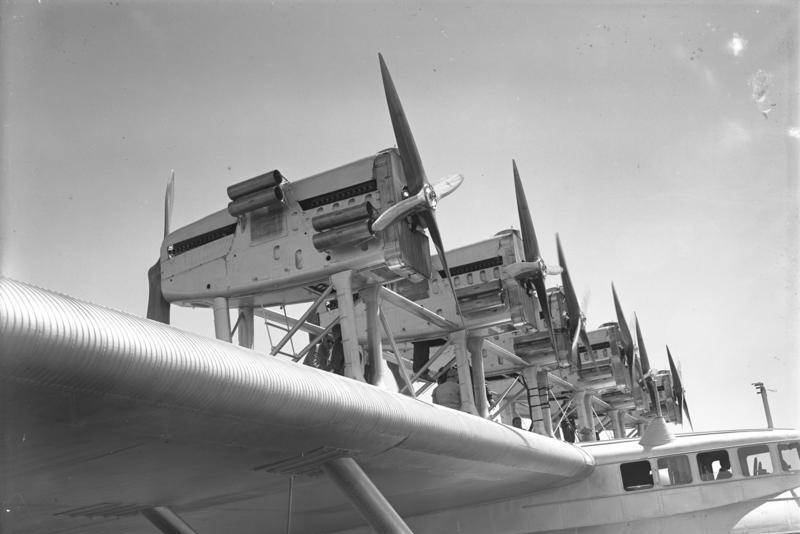
Motorenanlage der Do X (1930)

Die Do X war ein als Flugboot gebauter abgestrebter Schulterdecker mit einem Kreuzleitwerk und zwölf Kolbenmotoren, die in sechs Tandem-Gondeln über der Tragfläche aufgeständert waren. Jede Gondel hatte einen Zug- und einen Druckpropeller. Das Flugzeug wird zu Recht als „Flugschiff“ bezeichnet: Das Cockpit lag in einem Deck über der Passagierkabine. Wie auf einem Schiff gab es einen Kapitän, „Kommandant“ genannt, einen Maschinenraum, ein Ruder zur Steuerung im Wasser, einen Anker und eine insgesamt noch sehr an damalige Schiffe erinnernde Rumpf- und Bugform. Das Flugzeug war für 159 Passagiere und 12 Besatzungsmitglieder ausgelegt. Diese waren:
- der Kommandant,
- die beiden Piloten,
- Funker,
- Navigator und
- Bordingenieur. Er saß nicht wie in einem modernen Flugzeug im Cockpit hinter den Piloten, sondern hatte einen eigenen Maschinenraum (siehe Foto rechts unten).
- Dazu kamen 6 „Motoristen“,[7] die (während des Flugs) in einem 1,20 m hohen Kriechgang in den Flügeln unter den Motorgondeln hockten und dort mittels Drehzahlmesser, Ölthermometer usw. je 2 Motoren überwachten.

## Technische Daten

Dreiseitenansicht

| Kenngröße                                  | Daten der Do X 1a (Oktober 1930)                                                      |
| ------------------------------------------ | ------------------------------------------------------------------------------------- |
| Besatzung                                  | 16                                                                                    |
| Passagiere                                 | 66 (155 bei Rekordflug am 21. Oktober 1929)                                           |
| Länge                                      | 40,10 m                                                                               |
| Spannweite                                 | 48,00 m                                                                               |
| Höhe                                       | 10,25 m                                                                               |
| Tragflügelfläche                           | 450,00 m²                                                                             |
| Streckung                                  | 5,1                                                                                   |
| Rüstmasse                                  | 31.673 kg                                                                             |
| Zuladung                                   | norm. 17.300 kg max. 23.300 kg                                                        |
| Startmasse                                 | norm. 48.500 kg max. 51.300 kg                                                        |
| Höchstgeschwindigkeit                      | 196 km/h mit max. Zuladung                                                            |
| Reisegeschwindigkeit                       | 170 km/h in 420 m Höhe                                                                |
| Landegeschwindigkeit                       | 115 km/h                                                                              |
| Steigleistung bei 45.000 kg Startmasse     | 9,0 min auf 1.000 m Höhe 14,0 min auf 2.000 m Höhe                                    |
| Gipfelhöhe bei 45.000 kg Startmasse        | 3.000 m                                                                               |
| Reichweite                                 | 2.800 km                                                                              |
| Triebwerke                                 | 12 wassergekühlte Zwölfzylinder-V-Motoren mit Vierblatt-Holzluftschrauben (Ø 3,55 m)  |
| Typ                                        | Curtiss GV-1570 Conqueror                                                             |
| Startleistung Dauerleistung Gesamtleistung | je 610 PS (449 kW) bei 2.450/min je 410 PS (302 kW) bei 2.150/min 7.320 PS (5.384 kW) |
| Treibstoffkapazität                        | max. 22.700 l                                                                         |

## Sonstiges
Das Flugboot spielt eine Rolle in dem Karl-Hartl-Film F.P.1 antwortet nicht von 1932, der somit das eher spärliche Filmmaterial über die Do X ergänzt.

## Galerie

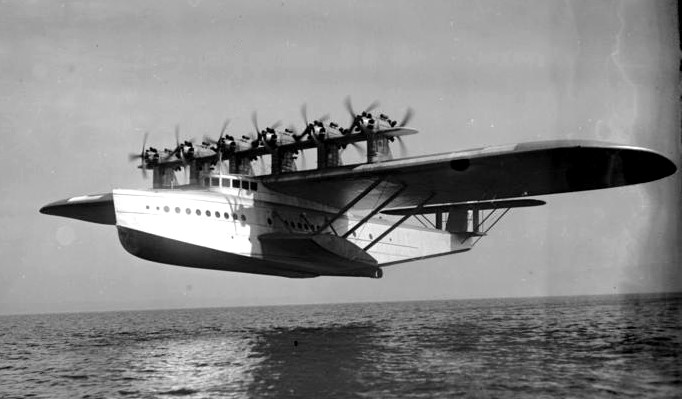
Do X mit den ursprünglichen Jupiter-Sternmotoren, noch ohne Luftfahrtkennzeichen
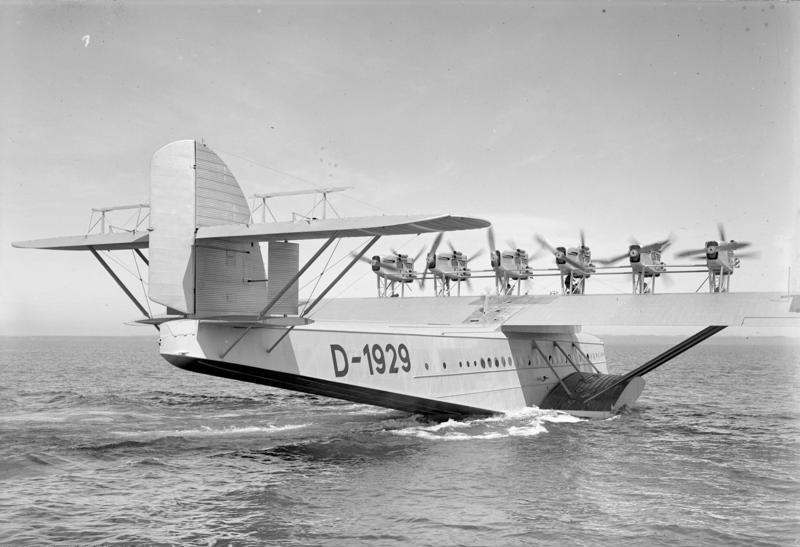
Do X vor dem Start, November 1930
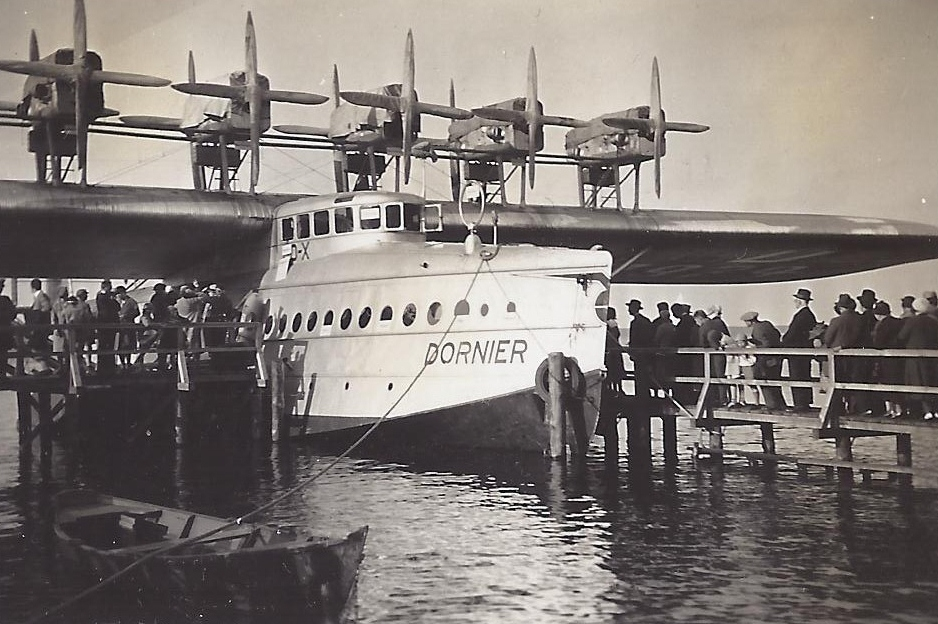
Do X auf dem Müggelsee, Mai 1932
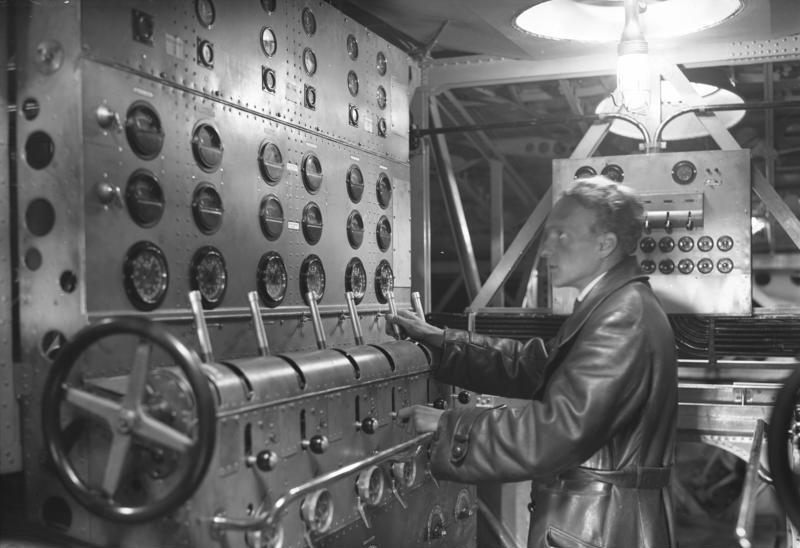
Do X in Amsterdam, Polygoonjournaal, November 1930
- Maschinenzentrale (1930)
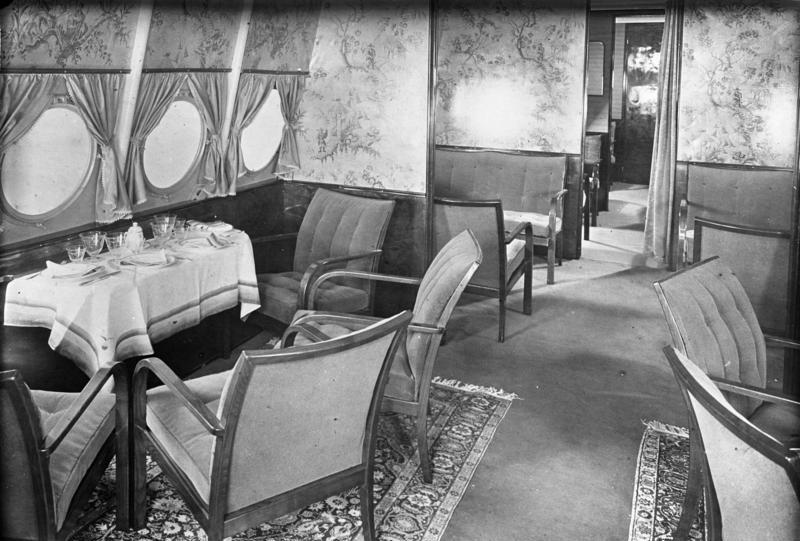
Blick in den Speiseraum
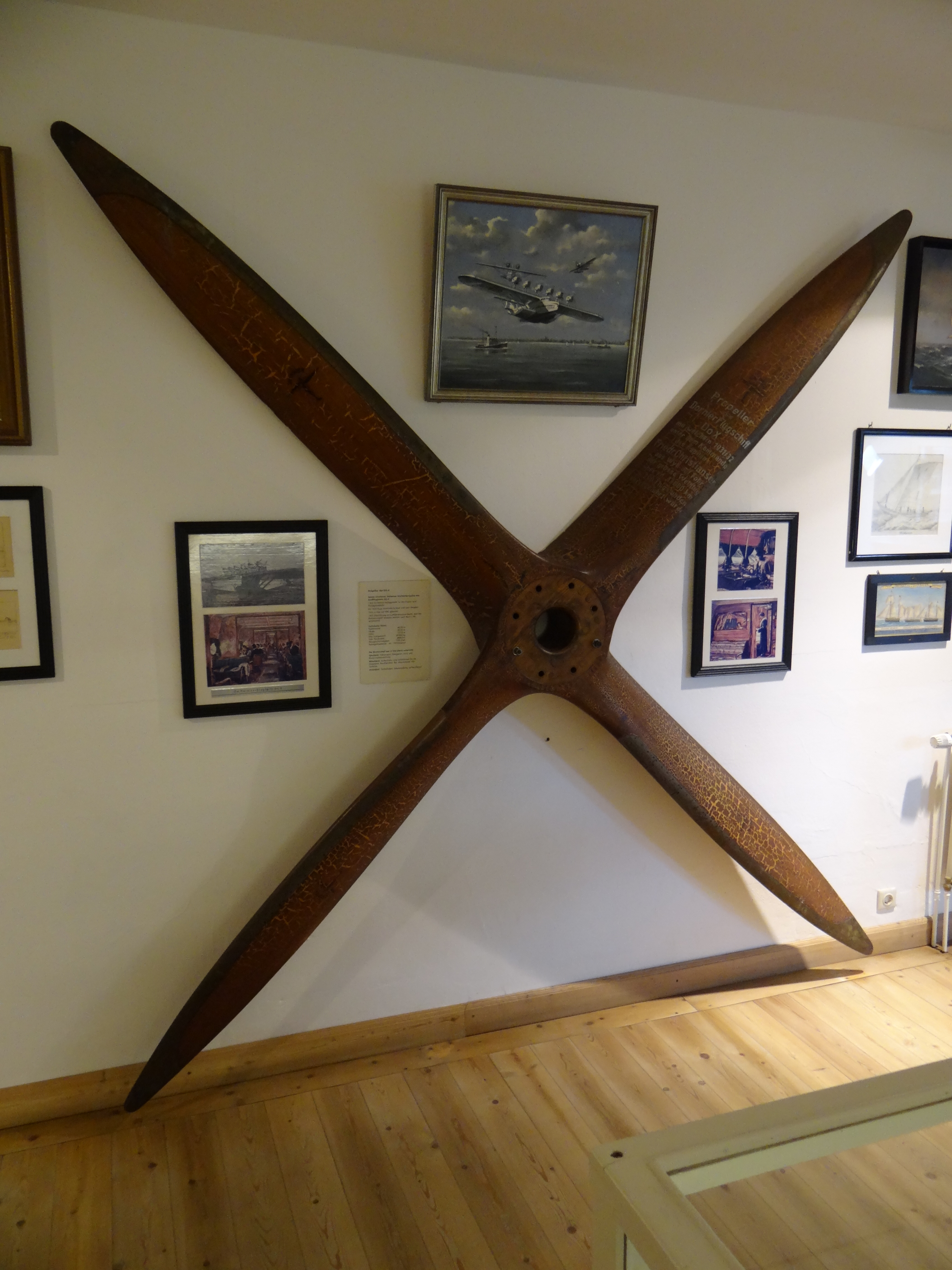
Original-Propeller im Friesenmuseum, 2012
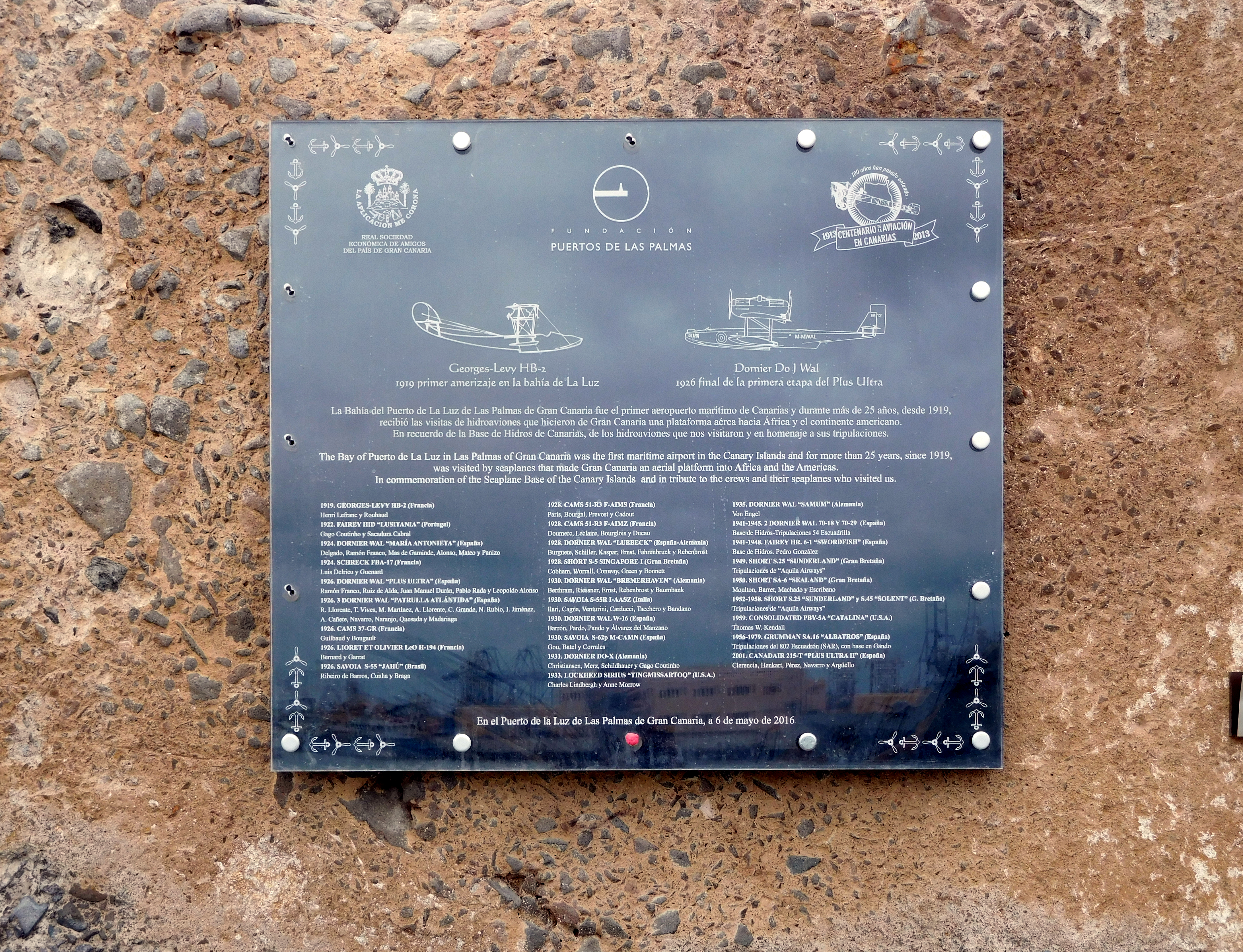
Erinnerungsstein in Las Palmas mit angeführter Wasserung der Do X 1931 auf Plakette